# Dario Vidošić
Dario Vidošić (ur. 8 kwietnia 1987 w Osijeku) – australijski piłkarz chorwackiego pochodzenia grający na pozycji ofensywnego pomocnika, grający w indyjskim zespole Atlético de Kolkata.

## Kariera klubowa
Vidošić urodził się w chorwackim Osijeku. W 1988 roku jego rodzina opuściła kraj i osiedliła się w australijskim Brisbane. Vidosic rozpoczął więc piłkarską karierę w tym mieście, w klubie Queensland Roar FC. Wcześniej ukończył słynną australijską szkołę Australian Institute of Sport. W 2006 roku Dario zadebiutował w rozgrywkach A-League. W lidze pokazał wysoką skuteczność zdobywając 5 bramek. Dzięki 2 golom w spotkaniu z Central Coast Mariners stał się pierwszym piłkarzem poniżej 21. roku życia, który zdobył 2 bramki w jednym meczu. Był także pierwszym w tej kategorii wiekowej, który strzelił więcej niż 3 gole w sezonie.
Postawa Vidošicia została doceniona w Niemczech. Wyjechał on na dwutygodniowe testy do 1. FC Nürnberg i ostatecznie 22 marca 2007 podpisał 3-letni kontrakt z tym klubem.Spotkał tam trzech swoich rodaków: Michaela Beauchampa, Joshuę Kennedy'ego i Matthew Spiranovicia. W Nürnberg zadebiutował 26 września 2007 w przegranym 1:2 domowym meczu z Bayerem 04 Leverkusen. W 2008 roku spadł z Nürnberg do 2. Bundesligi, ale po roku powrócił z nim do ekstraklasy.
W 2009 roku Vidošić został wypożyczony z Nürnberg do MSV Duisburg, w którym grał przez sezon. Z kolei w 2011 roku ponownie trafił na wypożyczenie, tym razem do Arminii Bielefeld. Następnie występował w: Adelaide United, FC Sion i Western Sydney Wanderers. W 2016 trafił do chińskiego Liaoning Whowin.
22 lipca 2019 roku, indyjski zespół Atlético de Kolkata poinformował o pozyskaniu zawodnika.

## Statystyki zawodnika
| Sezon   | Klub                     | Kraj             | Rozgrywki           | Mecze | Bramki |
| ------- | ------------------------ | ---------------- | ------------------- | ----- | ------ |
| 2006/07 | Queensland Roar          | Australia        | A-League            | 17    | 5      |
| 2007/08 | 1. FC Nürnberg           | Niemcy           | Bundesliga          | 4     | 0      |
| 2008/09 | 1. FC Nürnberg           | Niemcy           | 2. Bundesliga       | 11    | 3      |
| 2009/10 | 1. FC Nürnberg           | Niemcy           | Bundesliga          | 9     | 0      |
| 2009/10 | MSV Duisburg             | Niemcy           | 2. Bundesliga       | 12    | 1      |
| 2010/11 | 1. FC Nürnberg           | Niemcy           | Bundesliga          | 5     | 0      |
| 2010/11 | Arminia Bielefeld        | Niemcy           | 2. Bundesliga       | 15    | 1      |
| 2011/12 | Adelaide United          | Australia        | A-League            | 25    | 5      |
| 2012/13 | Adelaide United          | Australia        | A-League            | 25    | 9      |
| 2013/14 | FC Sion                  | Szwajcaria       | Super League        | 29    | 6      |
| 2014/15 | FC Sion                  | Szwajcaria       | Super League        | 17    | 2      |
| 2015/16 | Western Sydney Wanderers | Australia        | A-League            | 25    | 9      |
| 2016/17 | Liaoning Whowin          | Chiny            | Super League        | 13    | 2      |
| 2017    | Seongnam FC              | Korea Południowa | K League 2          | 13    | 2      |
| 2017    | Wellington Phoenix FC    | Nowa Zelandia    | A-League            | 7     | 0      |
| 2017-19 | Melbourne City FC        | Australia        | A-League            | 10    | 4      |
| 2019-   | Atlético de Kolkata      | Indie            | Indian Super League | 31    | 8      |

## Kariera reprezentacyjna

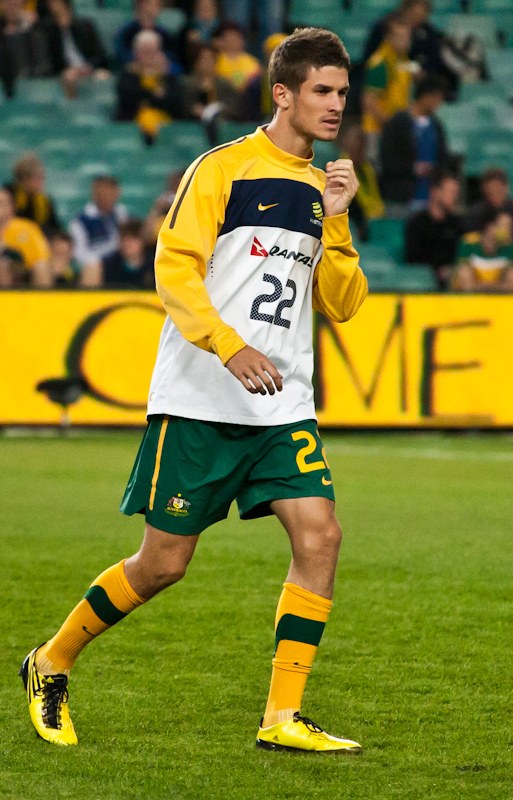

W październiku 2006 roku Vidošić został powołany do młodzieżowej reprezentacji Australii U-20 i wystąpił z nią w Młodzieżowych Mistrzostwach Azji, na których dotarł do ćwierćfinału. W lutym 2007 znalazł się w drużynie olimpijskiej walczącej o udział w Igrzyskach Olimpijskich w Pekinie. W dorosłej reprezentacji zadebiutował 17 czerwca 2009 w wygranym 2:1 meczu eliminacji MŚ 2010 z Japonią. W 2010 roku został powołany do kadry na Mistrzostwa Świata w RPA, na których nie rozegrał żadnego meczu.